# Бели швајцарски овчар
Бели швајцарски овчар (енг: White Swiss Shepherd, нем: Weisser Schweizer Schäferhund, фр: Berger blanc suisse) је пасмина из Швајцарске. Истог је порекла као бели овчар и немачки овчар, а међународна кинолошка федерација, аустралијски национални кинолошки савез, новозеландски кинолошки савез и кинолошки савез Велике Британије ову расу признају као засебну.

## Основно
- Мужјак
  - Висина од 60 до 66 cm
  - Тежина од 30 до 40
- Женка
  - Висина од 55 до 61 cm
  - Тежина од 25 до 35

## Историја
Бели швајцарски овчар каквог данас познајемо може се сматрати расом међународног порекла и развоја, пошто је више држава имало утицаја на формулисање пасмине. Настао је од беле сорте немачког овчара. Ове две расе се генетички сматрају идентичним, али на изложбама је уочено да се ове две расе разликују у фигури и приликом кретања.
Бели швајцарски пастирски пас води порекло из региона Тирингија у Немачкој . Тамо је бели овчар био претходник популарног немачког овчара, а заправо је због облика тела изабран да буде једна од пасмина која ће се користити за креирање немачког овчара. Скоро читав век било је мало разлике између немачког овчара и белог овчара. Онда, 1930-тих година, бели овчар се више није користио међу узгајивачима овчара, па је та раса скоро изумрла.

1960-тих година бели овчар се вратио, а у САД и Канади се издвојио као засебна раса. Почетком 1970-тих, неки припадници ове пасмине послани су у Швајцарску, где су се умножили. Амерички мужјак "Лобо" који се окотио 05.03.1968. може се сматрати зачетником ове расе у Швајцарској. Потомци тог мужјака који је регистрован у Швајцарској књизи родовника (ЛОС) и других белих овчарских паса из САД и Канаде постепено су се множили. Сада постоји велики број чистокрвних белих овчарских паса старих неколико генерација широм Европе. Из тог разлога су од јуна 1991. године ови пси регистровани као нова раса у допуњеној швајцарској књизи родовника (ЛОС).

## Карактеристике пса

### Нарав
Бели швајцарски овчар је изразито интелигентан, обазрив, пун енергије. Иако је мало плашљивији од немачког овчара, и даље се сматра одличним псом чуваром. Међутим, довољно је мек да брзо пожели добродошлицу странцима, посебним странцима са којима је већ упознат. Обожава да буде у центру породичних збивања, а тугује ако дуже време остане сам. Лако прихвата друге псе и кућне љубимце као део чопора.

### Општи изглед
Бели швајцарски овчар је снажан и прилично мишићав. Очи су средње величине, бадемастог облика, смеђе до тамно смеђе боје. Уши су ношене усправне, високо постављене, окренуте напред. Има космат реп у виду сабље, сужава се према врху.
Длака је средње дужине, густа, полегла, двоструко крзно или дуго двоструко крзно. Има богату поддлаку прекривену оштром, равном, заштитном длаком. Боја длаке је бела.

## Нега и здравље
Иако може живети у стану, оптимално је да имају приступ дворишту, јер је у питању раса са доста енергије и потребом за високим нивоом физичке активности. Длака није компликована за негу, али је неопходно свакодневно четкање.
Ово је генерално здрава и отпорна раса. Неки од здравствених проблема које могу да имају су дисплазија кука и лактова.
Животни век ове пасмине је 12 година.

## Галерија
- Бели швајцарски овчар
- Бели швајцарски овчар штене
- Бели швајцарски овчар
- Штене 5 недеља
- Бели швајцарски овчар (2 године).
- Бели швајцарски овчар у игри